# Barrio Fino
 (juillet 2019).
Si vous disposez d'ouvrages ou d'articles de référence ou si vous connaissez des sites web de qualité traitant du thème abordé ici, merci de compléter l'article en donnant les références utiles à sa vérifiabilité et en les liant à la section « Notes et références ».
Albums de Daddy Yankee
Los Homerun-Es
(2003) Barrio Fino En-Directo
(2005)
Singles
1. Gasolina
Sortie : 15 février 2004
2. Lo que pasó, pasó
Sortie : 2 mai 2004
3. King Daddy
Sortie : 10 août 2004
4. Corazones
Sortie : 13 octobre 2004
5. Like You
Sortie : 9 mars 2005

Barrio Fino est le troisième album studio du chanteur reggaetonero portoricain Daddy Yankee. Achevé en 2004, il n'est connu du grand public qu'en avril 2005.

## Présentation
Barrio Fino comprend des participations de Wisin y Yandel, Andy Montáñez (chanteur de El Gran Combo), Zion y Lennox parmi d'autres.
L'album est coproduit par Luny Tunes, DJ Nelson, DJ Urba, Monserrate, Fido, Eliel, Nelly, Echo, Diesel entre autres.
La plupart des paroles sont écrites par Daddy Yankee lui-même, le single Gasolina est une collaboration entre Raymond et Eddie Dee.
L'album mélange des sonorités de musique arabo-orientale, de salsa et combine un style du tex-mex arrangés avec des rythmes de reggaeton. Il est considéré comme étant le disque qui a ouvert les portes du genre "reggaeton" au reste de monde.

## Liste des titres
| 1.    | Intro                                                 | Raymond Ayala                                                              | Ramsis                         | 1:19 |
| 2.    | King Daddy                                            | Ayala, Victor Cabrera, Francisco Saldaña                                   | Luny Tunes                     | 2:31 |
| 3.    | Dale Caliente                                         | Ayala, Joel Martinez, Alex Monserrate, Urbani Mota                         | Monserrate & DJ Urba, Fido     | 3:15 |
| 4.    | No Me Dejes Solo (featuring Wisin y Yandel and Glory) | Ayala, Monserrate, Mota, Sam Fisher, Juan Morera (Wisin), Llandel Veguilla | Monserrate & DJ Urba, Fido     | 2:50 |
| 5.    | Gasolina                                              | Ayala, Cabrera, Saldaña, Eddie Ávila                                       | Luny Tunes                     | 3:12 |
| 6.    | Like You                                              | Ayala, Ávila                                                               | Luny Tunes                     | 3:22 |
| 7.    | El Muro                                               | Ayala, Martinez, Monserrate                                                | Monserrate & DJ Urba           | 2:59 |
| 8.    | Lo Que Pasó, Pasó                                     | Ayala, Fisher, Monserrate, Mota, Joan Ortiz                                | Luny Tunes, Eliel              | 3:30 |
| 9.    | Tu Príncipe (featuring Zion y Lennox)                 | Ayala, Cabrera, Saldaña, Felix Ortiz, Enrique Pizzaro                      | Luny Tunes                     | 3:25 |
| 10.   | Cuentame                                              | Ayala                                                                      | Luny Tunes, Eliel, Naldo       | 2:35 |
| 11.   | Santifica Tus Escapularios                            | Ayala, Cabrera, Saldaña                                                    | Luny Tunes                     | 3:19 |
| 12.   | Sabor A Melao (featuring Andy Montáñez)               | Ayala, Andrés Montáñez                                                     | DJ Nelson                      | 3:43 |
| 13.   | El Empuje                                             | Ayala                                                                      | Monserrate & DJ Urba           | 3:23 |
| 14.   | ¿Que Vas A Hacer? (featuring May-Be)                  | Ayala                                                                      | Fido                           | 3:19 |
| 15.   | Salud y Vida                                          | Ayala, Victor Lopez                                                        | Crooked Stilo, Victor Lunatiko | 3:26 |
| 16.   | Intermedio - Gavilan                                  | Ayala                                                                      | Ramsis                         | 1:12 |
| 17.   | Corazones                                             | Ayala, Paul Irizarry, Armando Rosario                                      | Echo, Diesel                   | 3:29 |
| 18.   | Golpe De Estado (featuring Tommy Viera)               | Ayala, Tommy Viera, Dino Olavarrias                                        | Luny Tunes, Nely               | 3:06 |
| 19.   | 2 Mujeres                                             | Ayala, Cabrera, Saldaña                                                    | Luny Tunes                     | 3:09 |
| 20.   | Saber Su Nombre                                       | Ayala                                                                      | Edgardo Matta                  | 3:38 |
| 21.   | Outro                                                 | Ayala                                                                      | Ramsis                         | 5:42 |
| 66:24 |                                                       |                                                                            |                                |      |

| Titres bonus - Édition spéciale (Polydor, Universal Music Latino, 17 mai 2004), | Titres bonus - Édition spéciale (Polydor, Universal Music Latino, 17 mai 2004), | Titres bonus - Édition spéciale (Polydor, Universal Music Latino, 17 mai 2004), | Titres bonus - Édition spéciale (Polydor, Universal Music Latino, 17 mai 2004), | Titres bonus - Édition spéciale (Polydor, Universal Music Latino, 17 mai 2004), | Titres bonus - Édition spéciale (Polydor, Universal Music Latino, 17 mai 2004), | Titres bonus - Édition spéciale (Polydor, Universal Music Latino, 17 mai 2004), | Titres bonus - Édition spéciale (Polydor, Universal Music Latino, 17 mai 2004), | Titres bonus - Édition spéciale (Polydor, Universal Music Latino, 17 mai 2004), | Titres bonus - Édition spéciale (Polydor, Universal Music Latino, 17 mai 2004), |
| No                                                                              | Titre                                                                           | Auteur                                                                          | Producteur(s)                                                                   | Durée                                                                           |                                                                                 |                                                                                 |                                                                                 |                                                                                 |                                                                                 |
| ------------------------------------------------------------------------------- | ------------------------------------------------------------------------------- | ------------------------------------------------------------------------------- | ------------------------------------------------------------------------------- | ------------------------------------------------------------------------------- | ------------------------------------------------------------------------------- | ------------------------------------------------------------------------------- | ------------------------------------------------------------------------------- | ------------------------------------------------------------------------------- | ------------------------------------------------------------------------------- |
| 22.                                                                             | Sabor A Melo (Salsa Mix) (feat. Andy Montáñez)                                  | Ayala, Montáñez                                                                 | DJ Nelson                                                                       | 3:39                                                                            |                                                                                 |                                                                                 |                                                                                 |                                                                                 |                                                                                 |
| 23.                                                                             | Lo Que Pasó, Pasó (Bachata Mix)                                                 | Ayala, Fisher, Monserrate, Mota, Ortiz                                          | Luny Tunes, Eliel                                                               | 3:49                                                                            |                                                                                 |                                                                                 |                                                                                 |                                                                                 |                                                                                 |
| 71:32                                                                           |                                                                                 |                                                                                 |                                                                                 |                                                                                 |                                                                                 |                                                                                 |                                                                                 |                                                                                 |                                                                                 |

| Vidéo bonus - Édition Enhanced Japon (Universal Music Latino, 11 mai 2004) | Vidéo bonus - Édition Enhanced Japon (Universal Music Latino, 11 mai 2004) | Vidéo bonus - Édition Enhanced Japon (Universal Music Latino, 11 mai 2004) | Vidéo bonus - Édition Enhanced Japon (Universal Music Latino, 11 mai 2004) | Vidéo bonus - Édition Enhanced Japon (Universal Music Latino, 11 mai 2004) | Vidéo bonus - Édition Enhanced Japon (Universal Music Latino, 11 mai 2004) | Vidéo bonus - Édition Enhanced Japon (Universal Music Latino, 11 mai 2004) | Vidéo bonus - Édition Enhanced Japon (Universal Music Latino, 11 mai 2004) | Vidéo bonus - Édition Enhanced Japon (Universal Music Latino, 11 mai 2004) | Vidéo bonus - Édition Enhanced Japon (Universal Music Latino, 11 mai 2004) |
| No                                                                         | Titre                                                                      | Auteur                                                                     | Producteur(s)                                                              | Durée                                                                      |                                                                            |                                                                            |                                                                            |                                                                            |                                                                            |
| -------------------------------------------------------------------------- | -------------------------------------------------------------------------- | -------------------------------------------------------------------------- | -------------------------------------------------------------------------- | -------------------------------------------------------------------------- | -------------------------------------------------------------------------- | -------------------------------------------------------------------------- | -------------------------------------------------------------------------- | -------------------------------------------------------------------------- | -------------------------------------------------------------------------- |
|                                                                            | Gasolina (Remix featuring N.O.R.E., Big Mato and Gemstar)                  | Ayala, Cabrera, Saldaña, Ávila, Victor Santiago                            | Luny Tunes                                                                 | 4:13                                                                       |                                                                            |                                                                            |                                                                            |                                                                            |                                                                            |
| 75:45                                                                      |                                                                            |                                                                            |                                                                            |                                                                            |                                                                            |                                                                            |                                                                            |                                                                            |                                                                            |